# Under the Rose
『Under the Rose』（アンダー・ザ・ローズ）は船戸明里による日本の漫画作品。関連作品である『Honey Rose』についても本項で取り扱う。

## 概要
『Under the Rose』を略して「あんだろ」とも呼ばれる。本作は、19世紀の英国を舞台に、ある貴族の家庭の物語を繊細に描き出している。物語は数章に分かれ、それぞれ主人公を異にする。雑誌掲載時には話数や各話のタイトルは記載されず、単行本収録時に付される。また、雑誌掲載時には扉絵としてイラストがあるが、単行本には収録されない。単行本の巻末にはコメディタッチの「おまけまんが」が収録されており、これは「読者のために間口を広げる目的」で描かれている。
制作のきっかけとして作者である船戸明里の語るところによれば、エンターブレインの漫画雑誌『ファミ通ブロス』の編集者からゲームのコミカライズやオリジナル作品の制作を持ちかけられ、以前から温めていた話を持ち出したところ採用となり、2001年より連載されたのが『Honey Rose』である。この連載は好評を得て2002年に完結したが、『ファミ通ブロス』が休刊したため、担当編集者とともに続編の企画を幻冬舎に持ち込み、創刊準備中であった幻冬舎コミックスの漫画雑誌『ミステリービィストリート』で『Under the Rose』が連載されることとなった。その後、掲載誌は数回変わっている。
『Honey Rose』（略称「はにろ」）は、『Under the Rose』の「冬の物語」「春の賛歌」のその後の話になるが、『Under the Rose』の物語の一部であるため、単行本化される際には『Under the Rose』の続きとして刊行するという構想を持っていると作者は語っている（2006年当時）。
本作の着想源としては、『森は生きている』、尾崎豊、ウェルギリウスの『農耕詩』、『アルプスの少女ハイジ』などが挙げられている。19世紀英国を舞台にした作品だが、もしも森薫の『エマ』が先に連載されていたら、時代と国の設定は変えていたと作者は述べている。作中にはシェイクスピアや『ジェーン・エア』、聖書の一節などがしばしば引用される。

## あらすじ

### 冬の物語
没落した侯爵家の娘グレースが、ロウランド伯爵邸で謎の死を遂げた。その1か月後、グレースの息子ライナスとロレンスが、ロウランド伯爵アーサーに息子として引き取られる時点から物語は始まる。ライナスは母の死に疑念を抱き、反抗的な態度で周囲との軋轢を生みながら母の死の真相を追うが、徐々に華やかだったグレースの心の闇を知っていく。グレースを絶望の淵に追いやったのは、庶子として自分を産んだ母に対する頑なな自らの態度だったのかもしれないと気づいたライナスは、贖罪のために生きる決心をし、家を出て牧師になるための寄宿学校に向かう場面で物語は終わる。

### 春の賛歌
器量が良すぎて不採用続きだったレイチェル･ブレナンが、ロウランド伯爵家の家庭教師（ガヴァネス）として採用されるところから物語が始まる。牧師の娘として厳格な倫理観の持ち主であるレイチェルは、妾や庶子を持つアーサーに強い不快感を示すが、アーサーの子供達に対する深い愛情を知り、子供達に理想的な家庭を与えるためにアーサーと正妻であるアンナの仲を取り持とうとする。しかし、奇妙な均衡を保っていたロウランド家はレイチェルの努力によって徐々に歪みを露呈し、レイチェル自身も押し殺してきた自らの心の闇に苛まれるようになる。

### Honey Rose
ロンドンの下町で暮らしていた孤児のフィオナが、ロウランド伯爵アーサーの死後、13番目の子供としてロウランドの館に迎えられることになる場面から物語は始まる。ライナスとともにロウランドの館にやってきたフィオナは、ウィリアムから現在の伯爵である長男のアルバートは不在であり、彼の帰宅後に行われる正餐会で自分の価値を証明するように命じられる。その夜、黒髪の女性が投身自殺するのを目撃するが、誰も取り合おうとはせず、ただ一人、侍女のアニーから亡くなったアーサーの妻や妾たちやウィリアムの妻が黒髪であったことを聞かされる。フィオナは唯一の特技である歌の練習に励むが、夜な夜な訪れる女たちの幽霊に怯えるうちに徐々に体調を崩す。自分の本当の父親はアーサーではないかもしれないと悩み、また命の危機にさらされながらも無事に正餐会を迎えたフィオナは、ロウランド家の一員として正式に迎え入れられ、12人の兄たちと心の絆を確かめ合う。

## 主な登場人物

### ロウランド家
アーサー・ロウランド
ロウランド伯爵家当主。医師・事業家として多忙な毎日を送っている。幼いころに事故で家族のほとんどを亡くし、直接血の繋がった家族は実子と姉のモルゴースしかいない。性格は実直で温厚。アンナに愛されない心の傷を埋めるため、グレースとマリーを妾として庶子をもうけた。
アンナ・ロウランド
アーサーの妻。リッケンバッカー侯爵令嬢。一目惚れしたアーサーに求婚され、ロウランドへ嫁いできた。困窮する実家を救うため家族から結婚を強要され、20年経ってなおそれを引きずっている。性格は非常に攻撃的で技能・職能が全くなく、結婚以来ほとんどの時間を自室に引き籠って過ごし、直属の侍女とウィリアム、ロレンス以外の誰も周囲に近づけようとしない。死産だった末子を含め、結婚以来5人の子供を産んだ。
アルバート・ロウランド
アーサーとアンナの長男。19歳。ロンドンの寄宿学校に通っているため普段はロウランドにいない。明るく周囲を引っ張り弟たちの面倒をよく見ている一方で、侍女を口説きレイチェルにも手を出そうとするなど女癖が悪い。アンナとは互いに良い感情を抱いていない。名前はアーサーの亡くなった父から取ってつけられた。
ウィリアム・ロウランド
アーサーとアンナの次男。17歳。レイチェルが驚愕するほど勉学に優秀で、生き写しと言われるほどアーサーに外見や声が似ているが、性格は正反対で感情を表に出さず冷徹、責任感が強く人に弱音を吐かない。普段はアンナの傍にいることが多い。言葉を喋れない侍女の体を傷つけ、レイチェルの弱味につけこんで性行為を強要するなど、歪んだ性的欲求を抱えている。名前はアーサーの亡くなった長兄から取ってつけられた。
グレゴリー・ロウランド
アンナの三男。嫡子の中で唯一髪の色が明るい。寡黙で礼儀正しく理性的だが激情的な一面もある。アルバートとウィリアムにコンプレックスを抱いている。父親はアーサーではなくリッケンバッカー時代からのアンナの使用人で、その事実はアーサーやアンナら限られた人間しか知らずグレゴリー本人にも知らされていない。
アイザック・ロウランド
アーサーとアンナの四男。悪戯好きで勉学は苦手だが料理が得意。勉強ができなくても叱らず優しく見守ってくれるレイチェルを慕い、アンナからの愛情にも飢えている。
モルゴース
アーサーの姉。職業は薬剤師。嫁ぎ先の夫を早くに亡くし子宝に恵まれなかったため、アーサーが血の繋がった唯一の肉親となっている。

### キング家
グレース・キング
アーサーの妾。キング侯爵令嬢。実家の没落に伴って市井に落ち、詩人として奔放な生活を送っていた。アーサーと親密になって妾としてロウランドに迎えられ、ライナスとロレンスを産み、アンナのかわりにロウランドの社交と家庭教師を担っていた。やがて心を病み、自ら命を絶つ。
ライナス・キング
アーサーの五男、グレースの長男。11歳。赤毛。年齢不相応に賢いが気性が荒い。アーサーではなく別の男とグレースの間に生まれた子と言われているが、アーサーは実子として迎え入れた。グレースの死をきっかけに祖父の元を離れロレンスと共にロウランドの一族となり、グレースの死の真相を知って牧師になりたいと願い、アルバートと同じ学校に通うためロウランドを離れた。
ロレンス・キング
アーサーの七男、グレースの次男。8歳。年齢相応に幼くライナスやアイザックを慕い、アンナにも気に入られている。
キング侯爵
グレースの父、ライナスとロレンスの祖父。長男が友人の借金の保証人となったことがきっかけで没落し、貧しい生活に身をやつしていた。ライナス達がロウランドに入って間もなくこの世を去る。

### スタンリー家
マーガレット・スタンリー
アーサーの妾。女医。ロウランドの人間からはマリーの愛称で呼ばれる。元々はアーサーの医師としての教え子で、後にロウランド領内の村に開業し妾となった。アーサーとは仕事上のパートナーであるだけでなく、互いに強い愛情で結ばれている。生活はそれほど裕福ではない。
ヴィンセント・スタンリー
アーサーの六男、マリーの長男。9歳。体の成長が早く大人びた外見で、ウィリアムやグレゴリーと身長が変わらない。学業の成績も良い。
ディック・スタンリー
アーサーの八男、マリーの次男。6歳。

### 使用人
レイチェル・ブレナン
ロウランド家の家庭教師（ガヴァネス）。牧師の家庭で育ち、家族は両親と病弱な弟がいる。器量が良すぎることと、かつて勤め先の主人を誘惑したとの噂から、家庭教師として非常に優秀ながら新しい仕事先が見つからなかったところへ、アーサー直々の面談に合格しライナスが去った後のロウランドへと迎えられた。
性格は勤勉実直。幼いころから周囲に「良い子」として扱われてきたため責任感が強く弱音を吐かず、裏に鬱屈した卑屈な感情を抱えている。宗教的倫理観が非常に強く、微妙な夫婦関係だったアーサーとアンナの距離を近づけるよう焚きつけ、結果として離婚を決意させる遠因を作ってしまう。また罪悪感なく妾を囲うアーサーに当初は嫌悪感を示していたが、ロウランドの真実を知って受け入れるようになった。
家庭教師として愛情あふれる態度で子供に接し、特にアイザックに慕われている。その女癖に呆れて批難しながらも、真剣に悩みを聞いて受け入れてくれるアルバートに強い好意を表している。ウィリアムに対しては、望まぬ性行為を強要され本心を一切見せないことに不信を強める一方で、自分を押し殺して家と弟を守る姿を理解し真剣に支えようとするなど、複雑な感情を抱いている。
メアリ
レイチェルと仲の良い女中。
ロージ
ロウランド家の執事。アーサーの父の代からロウランドに仕えている。
マージ
ロウランド家の女中頭。アーサーの父の代からロウランドに仕えている。
ウェルズ
アーサーの侍従。リッケンバッカー家からロウランドへと移ってきた。
ハモンド
ロウランド家の森番。アーサーの父の代から仕え、娘、隻眼の娘婿、孫の4人で暮らしている。
ローズ・ロザリンド
ロウランド家の女中。幼いころからロウランドに仕え、歳の近いアーサーと幼馴染みだった。アンナによって解雇される度にアーサーに雇い直され、やがて結婚してロザリンド姓となりロウランドを離れた。
ロザリンド
アーサーの元侍従。
ミス・ピック
ロウランド家の元家庭教師。アーサーの父からウィリアムまでおよそ三代に亘って嫡子たちに勉強を教えてきた。老齢のため隠居していたところへウィリアムによって呼び戻され、レイチェルに代わって再び教鞭を執るようになったが、体罰を用いて強制的に指導する方針にレイチェルが反発。口論の最中に発作を起こして倒れ、モルゴースの下で療養生活を送った末に息を引き取った。

### その他
ジャック・クリストフ・ベインズ
グレースの詩人仲間。赤毛。ライナスの実父と示唆されている。
リッケンバッカー侯爵家
アンナの実家。両親とアンナと兄、姉、妹を含めて一男三女の裕福な家庭だったが、当主の急死によって生活に行き詰まり、ロウランドが負債を肩代わりしても追いつかず没落した。アンナの母だった前当主夫人は、ウィリアムが生まれる前に亡くなっている。

### Honey Roseの登場人物
フィオナ・ロザリンド
『Honey Rose』の主人公。ローズの娘。母の死後、セブンダイアルズの雑貨店で住み込みで働いていたところへ、アーサーの長女・末娘としてロウランドへ迎えられた。
トーマス・カシュナー
アーサーの十二男（もしくは十一男）。フィオナ、エリオットと共にロウランドへ迎えられる。
エリオット・ハミルトン
アーサーの十二男（もしくは十一男）。フィオナ、トーマスと共にロウランドへ迎えられる。
イアン・ヴォルテール、ルイス・ヴォルテール
アーサーの九男と十男。双子の兄弟。ピアノを弾くのが得意。母はイギリス人ではないと示唆されている。
アルバート・ロウランド
ロウランド伯爵家当主、アーサーの長男。議員としてロンドンへ登院しているため不在。左足が義足で車椅子に乗っている。
ウィリアム・ロウランド
アーサーの次男。アルバートの秘書として当主不在のロウランドを管理している。アーサーに生き写しの外見だが、アーサーと正反対に冷徹な性格。屋敷の火事で妻レイチェルと娘アリスを亡くしている。
グレゴリー・ロウランド
アーサーの三男。新たな庶子をロウランドに迎えることを快く思っておらず、フィオナたちに厳しく当たっている。
アイザック・ロウランド
アーサーの四男。髭面に常に咥え煙草で、貴族らしからぬ粗野な言動行動が目立つ。ロンドンで店を経営している。
ライナス・キング
アーサーの五男。牧師。セブンダイアルズへフィオナを迎えに行き、その後もフィオナを優しく見守っている。
ヴィンセント・スタンリー
アーサーの六男。自室に引き籠って化学の実験を繰り返している。常にゴーグルをかけており、吃音で話し下手。
ロレンス・キング
アーサーの七男。ライナスと母親が同じ。俳優として忙しい毎日を送り、しばらくロウランドに不在だった。
ディック・スタンリー
アーサーの八男。ヴィンセントと母親が同じ。アルバートと同じく登院で不在。
アニー
ロウランド家侍女。フィオナの世話を担当している。
モルゴース
アーサーの姉。アーサーの死後も執着じみた強い愛情を抱いている。
アーサー・ロウランド
ロウランド家前当主。故人。アルバートからアイザックまでの4人の嫡子と多くの庶子をもうけた。

## 書誌情報

### 初出
本作は、下記のように掲載誌が度々変わっている。

#### Honey Rose
- 第1話 ファミ通ブロス2001年10月号
- 第2話 ファミ通ブロス2001年11月号
- 第3話 ファミ通ブロス2001年12月号
- 第4話 ファミ通ブロス2002年1月号
- 第5話 ファミ通ブロス2002年3月号
- 第6話 ファミ通ブロス2002年4月号
- 第7話 ファミ通ブロス2002年7月号
- 第8話 ファミ通ブロス2002年8月号
- 第9話 ファミ通ブロス2002年9月号

#### Under the Rose 冬の物語
- 第1話 海を離れて ミステリービィストリート2002年12月号
- 第2話 スタンリー ミステリービィストリート2003年2月号
- 第3話 潮騒 ミステリービィストリート2003年4月号
- 第4話 心の風景 ミステリービィストリート2003年6月号
- 第5話 ベインズ ミステリービィストリート2003年8月号
- 第6話 感情 ミステリービィストリート2003年10月号
- 第7話 罪 スピカ vol.1（2003年10月）
- 第8話 海と旋律 スピカvol.2（2004年1月）

#### Under the Rose 春の賛歌
- 第1話 家庭教師 Webスピカ2004年5月号
- 第2話 境界 Webスピカ2004年6月号
- 第3話 まなざし Webスピカ2004年7月号、9月号
- 第4話 なんと素敵な人生 Webスピカ2004年11月号、12月号、2005年1月号
- 第5話 わが心は私のうちにやぶれ、わが骨はみな震え Webスピカ2005年2月号
- 第6話 閉じた園、封じた泉 Webスピカ2005年3月号、4月号
- 第7話 北風よ、おこれ Webスピカ2005年5月号、6月号
- 第8話 牧者を撃て、その羊は散る Webスピカ2005年7月号、8月号
- 第9話 ロトの娘ふたり Webスピカ2005年9月号、10月号
- 第10話 わたしはあなたをあがなった Webスピカ2006年1月号
- 第11話 あなたはわたしのもの Webスピカ2006年3月号、4月号
- 第12話 あなたがたはわが証人 Webスピカ2006年5月号〜7月号
- 第13話 あなたがたは背信の子ら、偽りのすえ Webスピカ2006年8月号〜10月号
- 第14話 まぼろし［前編］ Webスピカ2006年11月号
- 第14話 まぼろし［中編］ Webスピカ2007年2月号〜7月号、9月号
- 第14話 まぼろし［後編(1)］ Webスピカ2007年10月号〜2008年3月号
- 第14話 まぼろし［後編(2)］ Webスピカ2008年4月号〜9月号
- 第15話 レディ・アンナ・ロウランド Webスピカ2008年10月号〜2009年1月号
- 第16話 マーガレット・スタンリー Webスピカ2009年2月号、3月号、5月号
- 第17話 私の愛するひと Webスピカ2009年6月号、8月号、10月号、11月号
- 第18話 やさしい悲しみ Webスピカ2009年11月号〜2010年7月号
- 第19話 これらもまたソロモンの箴言 Webスピカ2010年7月号〜9月号
- 第20話 星の間に巣を設けても Webスピカ2010年10月号〜2011年1月号
- 第21話 あなたへの手紙 Webスピカ2011年2月号〜4月号、6月号
- 第22話 たそがれに Webスピカ2011年11月号
- 第23話 五月、熟れた五月 Webスピカ2011年12月号、2012年1月号、2月号、4月号〜6月号、comicスピカNo.10（2012年7月）〜No.13（10月）、No.15（12月）〜No.18（2013年3月）
- 第24話 たとえ何があっても comicスピカNo.19（2013年4月）、No.20（5月）、No.23（8月）、No.24（9月）
- 第25話 愛する者たちよ comicスピカNo.29（2014年2月）、コミックスピカNo.30（3月）
- 第26話 ダビデの若枝 コミックスピカNo.31（4月）、No.32（5月）、No.34（7月）
- 第27話 やみの中 コミックスピカNo.35（8月）〜No.39（12月）、No.41（2015年2月）
- 第28話 十の角と獣 月刊バーズ2015年6月号、7月号

#### 番外編
- 巻末描き下ろしおまけ漫画マーガレットさん 『Under the Rose』第1巻
- 巻末描き下ろしおまけ漫画マーガレットさん 『Under the Rose』第2巻
- 思春期おまけ日記ライナスくん Webスピカ2004年8月号（『Under the Rose』第3巻収録）
- 巻末描き下ろしおまけ漫画マーガレットさん 『Under the Rose』第4巻
- 巻末描き下ろしおまけ漫画マーガレットさん 『Under the Rose』第5巻
- 巻末描き下ろしおまけ漫画アグネスさん 『Under the Rose』第6巻
- グレンさん  Webスピカ2009年4月号（『Under the Rose』第6巻収録）
- ウィリアムくん Webスピカ2011年10月号（『Under the Rose』第8巻収録）
- ライナス君5 comicスピカNo.28（2014年1月）（『Under the Rose』第9巻収録）
- ウィリアム君2 コミックスピカNo.33（2014年7月）

### 単行本
発行は全て幻冬舎コミックス。『Honey Rose』は電子書籍のみでの刊行である。
1. Under the Rose 冬の物語 2003年10月24日発行 (ISBN 4-344-80316-7) 第1話〜第6話収録
2. Under the Rose 春の賛歌 2004年9月24日発行 (ISBN 4-344-80455-4)  「冬の物語」第7話〜第8話、「春の賛歌」第1話〜第3話収録
3. Under the Rose 春の賛歌 2005年10月24日発行 (ISBN 4-344-80652-2)  第4話〜第9話収録
4. Under the Rose 春の賛歌 2006年11月24日発行 (ISBN 4-344-80866-5)  第10話〜第14話（前編）収録
5. Under the Rose 春の賛歌 2008年3月24日発行 (ISBN 978-4-344-81171-3)  第14話（中編、後編1）収録
6. Under the Rose 春の賛歌 2009年5月23日発行 (ISBN 978-4-344-81648-0) 第14話（後編2）〜第16話収録
7. Under the Rose 春の賛歌 2011年9月24日発行 (ISBN 978-4-344-82294-8) 第17話〜第21話収録
8. Under the Rose 春の賛歌 2013年12月24日発行 (ISBN 978-4-344-82990-9) 第22話〜第24話収録
9. Under the Rose 春の賛歌 2015年11月24日発行 (ISBN 978-4-344-83569-6) 第25話〜第28話収録
10. Under the Rose 春の賛歌 2017年12月24日発行 (ISBN 978-4-344-84122-2) 第29話〜第32話収録

1. Honey Rose 第1話〜第3話 2007年12月21日発行
2. Honey Rose 第4話〜第6話 2008年1月21日発行
3. Honey Rose 第7話〜第9話 2008年2月21日発行

### 文庫
幻冬舎コミックス漫画文庫からの刊行。
1. Under the Rose 冬の物語 2008年6月24日 (ISBN 978-4-344-81367-0)